# Etta Place

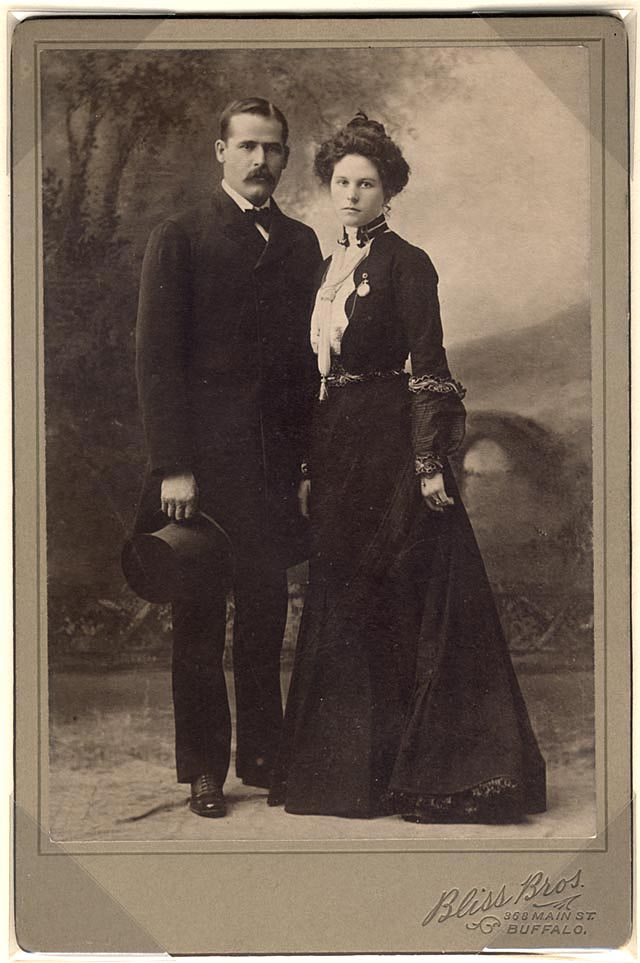
Etta Place ao lado de Harry Longabaugh (Sundance Kid).

Etta Place foi a companheira dos famosos fora-da-lei estadunidenses, Butch Cassidy e Sundance Kid.

## Biografia
Tanto a identidade quanto outros detalhes da vida dessa mulher, são misteriosos. Supostamente, seu nome era Etta Place mas, nos vários hotéis em que se hospedou, na companhia de seu namorado, Harry Longabaugh (Sundance Kid), ela assinou nomes diferentes. Some-se a isso o fato de que o sobrenome de solteira da mãe de Longabaugh era Place, o que pode sugerir que ela o tenha "adotado".
Supõe-se que fosse professora, antes de se envolver com Sundance Kid, mas também sobre isso há controvérsias, havendo quem sustente que era uma prostituta ou que fora amante de Butch, tendo-o trocado por seu parceiro de assaltos.
O que é confirmada é sua presença na América do Sul, entre 1902 e 1907, na companhia de Butch e Sundance, e que morou num rancho na Argentina, nesse período.
Em 1907, ela retornou aos Estados Unidos, provavelmente por estar doente, ainda que possa ser consistente a hipótese de ter se cansado da vida errante que levava na companhia dos dois bandidos, decidindo então romper seu relacionamento com Longabaugh.
Os detetives da Agência Nacional de Detetives Pinkerton, que caçavam os dois fora-da-lei, jamais conseguiram resolver o mistério da vida de Etta, nem saber exatamente o que lhe aconteceu, após seu retorno da América do Sul.
Em julho de 1909, uma mulher manteve contato com o diplomata estadunidense, Frank Aller, pedindo-lhe que tentasse obter, junto ao consulado dos Estados Unidos em La Paz, Bolivia, um atestado de óbito de Harry Longabaugh (morto naquele país, no ano anterior, junto com seu parceiro). O diplomata descreveu a mulher como sendo "muito bonita", e o agente da Pinkerton, que o interrogou, ficou convencido tratar-se de Etta.
Se era, esta é a última notícia que se tem sobre a enigmática companheira de Sundance Kid.

## Etta Place no cinema
- Butch Cassidy and the Sundance Kid

Filme estadunidense de 1969, dirigido por George Roy Hill.
Etta Place é vivida pela atriz Katharine Ross